# Bertha Lindberg (1854–1954)
Bertha Ophelia Maria Lindberg, gift Schreiber, född 1854 i Stockholm, död 1954, var en svensk skådespelerska och cirkusartist. 

## Karriär
Lindberg var anställd vid det "Tivanderska skådespelarsällskapet", och kom samtidigt att medverka vid sin framtida makes cirkus, "Cirkus Equestre" som cirkusartist. Lindberg avled vid en ålder av 100 år. Hon hade då rest runt i Sverige som cirkusartist i 40 år.

## Familj
År 1879 gifte sig Lindberg med den belgiske cirkusdirektörn Johan Baptist Schreiber.
Lindberg var mor till Baptista Mijares-Schreiber.